# Código de área 580

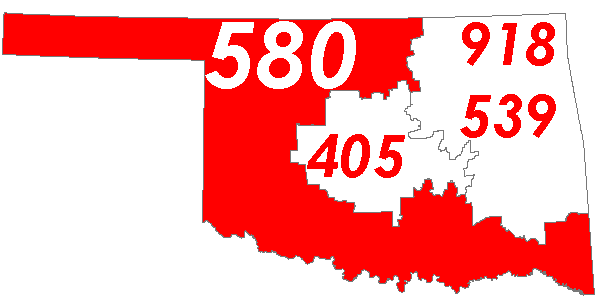
Mapa de Oklahoma con el código de área 580 en rojo.

580 es el código de área estadounidense para lugares alejados de las zonas de Oklahoma City o Tulsa del estado de Oklahoma, como Ada, Boise City, Lawton, Enid, Ponca City, Altus, Frederick, Weatherford, Guymon, Guymon y Ardmore.
El código 580 fue creado por escisión del código de área 405 el 1 de noviembre de 1997.
Los otros códigos de Oklahoma son el 405, que cubre el centro del estado (sobre toda el área de Oklahoma City), y los Códigos de área 539 y 918, al noreste, que incluyen a la ciudad de Tulsa.